# Syco
Syco Entertainment, muitas vezes conhecida simplesmente como Syco, é uma empresa britânica de entretenimento fundada pelo magnata do entretenimento britânico Simon Cowell, e atualmente de propriedade da Sony. A empresa opera uma gravadora, agência de talentos, empresa de produção de filmes, música e televisão, bem como uma editora de música. A empresa opera uma joint venture global entre Cowell e a Sony Music Entertainment, focada na produção e comercialização de música, televisão, filmes e conteúdo digital. Ela emprega mais de 50 funcionários em escritórios em Londres e Los Angeles e administra uma série de marcas de licenciamento de alto padrão para televisão e música por meio de parcerias com a gravadora Sony Music e a produtora de televisão Fremantle.
A Syco foi inicialmente fundada por Simon Cowell e depois vendida para a Sony. Mas em 2010, uma nova empresa foi formada numa parceria 50/50 entre Cowell e Sony, mantendo o nome preexistente Syco mas intitulado como Syco Entertainment. Em 2015, foi anunciada que a joint venture da Syco Entertainment seria prorrogada por mais 6 anos. O milionário do varejo Sir Philip Green, um amigo próximo de Cowell, serve como consultor da empresa. Karren Brady, personalidade de televisão e vice-presidente do West Ham United F.C., também atua como consultora da empresa.
A Syco tem três divisões principais – Syco Music, Syco TV e Syco Film. Syco Music libera gravações de sua lista de artistas contratados, principalmente de artistas originados de programas de televisão de Cowell, tais como One Direction, Little Mix, Camila Cabello, Susan Boyle, e Fifth Harmony, e outros, tais como Il Divo. Syco TV é responsável por talent shows como The X Factor e da franquia de televisão Got Talent, que foram produzidos em 41 e 52 países, respectivamente, bem como outros projetos de televisão. A Syco Film está envolvida na produção de filmes como One Direction: This Is Us. A Syco também está envolvida na produção do musical I Can't Sing! The X Factor Musical.